# Magnar Estenstad
Magnar Estenstad, född 27 september 1924 i Hølonda (Norge), död 13 maj 2004, var en norsk längdskidåkare som tävlade under 1940- och 1950-talen. Han tilldelades Holmenkollenmedaljen 1953.